# Pseudotanymecus
Pseudotanymecus är ett släkte av skalbaggar. Pseudotanymecus ingår i familjen vivlar.
Kladogram enligt Catalogue of Life:
| Pseudotanymecus | \| \| Pseudotanymecus foveipennis \| \| \| \| |
|                 | \| \| Pseudotanymecus foveipennis \| \| \| \| |
|                 | Pseudotanymecus foveipennis                   |
|                 |                                               |